# Kosovo KS07
KS07 var namnet på den 7:e svenska kontingenten i Kosovo; en fredsbevarande enhet som Sverige skickade till Kosovo. Den KS07, övertog ansvaret den 14 december 2002 och bestod av en bataljon samt ytterligare förband och stabsofficerare tjänstgörande vid brigadstaben och HQ KFOR. KS07 bestod av 735 män och kvinnor.
Den största delen av personalen var grupperad vid Camp Victoria, i Hajvalia utanför Pristina. Under insatsen avvecklades "Spy Bar", ett så kallade "Troophouse".

## Förbandsdelar
- Bataljonschef: Överstelöjtnant Ola Truedsson
- Stabschef: Överstelöjtnant Lars Gerhardsson
- Stab- och understödskompani: Chef Major Unbeck
- 1  mekaniserade skyttekompaniet: Chef Major Hansson
- 2  mekaniserade skyttekompaniet: Chef Major Sidklev
- 3  mekaniserade skyttekompaniet: Chef Major Lindvall
- NSE: Chef Överstelöjtnant Kroon